# Yichun He
Yichun He (kinesiska: 伊春河) är ett vattendrag i Kina. Det ligger i provinsen Heilongjiang, i den nordöstra delen av landet, omkring 280 kilometer nordost om provinshuvudstaden Harbin.
Genomsnittlig årsnederbörd är 1 121 millimeter. Den regnigaste månaden är juli, med i genomsnitt 260 mm nederbörd, och den torraste är februari, med 16 mm nederbörd.